# Emoia mivarti
Emoia mivarti är en ödleart som beskrevs av  George Albert Boulenger 1887. Emoia mivarti ingår i släktet Emoia och familjen skinkar.

## Underarter
Arten delas in i följande underarter:
- E. m. obscurum
- E. m. mivarti